# Angela Russell
Angela Mary Russell, ab 1985 Angela Mary Harris (* 2. März 1967), ist eine ehemalige australische Schwimmerin. Sie gewann bei Commonwealth Games je zwei Silber- und Bronzemedaillen.

## Sportliche Karriere
Bei den Commonwealth Games 1982 in Brisbane belegte Russell den vierten Platz über 100 Meter Schmetterling. Über 100 Meter Freistil wurde sie Zweite mit 0,42 Sekunden Rückstand auf die Engländerin June Croft und 0,29 Sekunden Vorsprung auf die drittplatzierte Australierin Lisa Curry.
Bei den Olympischen Spielen 1984 in Los Angeles erreichte Russell mit einer Hundertstelsekunde Vorsprung auf die Deutsche Iris Zscherpe als Achte das Finale über 100 Meter Freistil und belegte im Endlauf dann auch den achten Platz. Die australische 4-mal-100-Meter-Freistilstaffel mit Lisa Curry, Angela Russell, Janet Tibbits und Michelle Pearson erreichte den Endlauf mit der viertschnellsten Zeit. Im Finale schwammen Pearson, Russell, Anna McVann und Curry und belegten mit zwei Sekunden Rückstand auf die drittplatzierten Deutschen den vierten Rang. Die australische Lagenstaffel mit Audrey Moore, Dimity Douglas, Lisa Curry und Angela Russell wurde im Vorlauf disqualifiziert.
1985 wurden in Tokio die ersten Pan Pacific Swimming Championships ausgetragen. Mittlerweile als Angela Harris antretend gewann sie die Silbermedaille mit der 4-mal-100-Meter-Freistilstaffel. Über 50 Meter Freistil wurde Harris Dritte hinter Lisa Dorman und Jenna Johnson aus den Vereinigten Staaten.
Im Juli 1986 bei den Commonwealth Games 1986 in Edinburgh wurde Harris Fünfte über 100 Meter Schmetterling und hinter der Kanadierin Jane Kerr Zweite über 100 Meter Freistil. Mit der 4-mal-100-Meter-Freistilstaffel und der Lagenstaffel gewann sie jeweils Bronze.